# Gérard Duquet
Pour l’article homonyme, voir Duquet.
Gérard Duquet , né le 17 avril 1909 et mort le 26 janvier 1986, est un homme d'affaires et homme politique fédérale du Québec.

## Biographie
Né à Montmorency dans la région de la Capitale-Nationale, Gérard Duquet devient député du Parti libéral du Canada dans la circonscription fédérale de Québec-Est en 1965. Réélu en 1968, 1972, 1974, 1979 et en 1980, il est défait en 1984 par le progressiste-conservateur Marcel R. Tremblay.
Durant son passage à la Chambre des communes, il est secrétaire parlementaire du ministre des Transports de 1970 à 1972.